# John Watson (piloto)
John Marshall Watson (Belfast, Irlanda del Norte; 4 de mayo de 1946) es un expiloto de automovilismo británico. Consiguió cinco triunfos y dos pole positions en Fórmula 1. Fue tercero en 1982 y sexto en 1978, 1981 y 1983. Se destacó especialmente como piloto de Penske, Brabham y McLaren.
Watson también disputó el Campeonato Mundial de Resistencia y el Campeonato IMSA GT con equipos oficiales de Porsche, BMW y Jaguar. Después de retirarse al finalizar 1990, trabajó como periodista de automovilismo en televisión.

## Trayectoria
Watson debutó en Fórmula 2 Europea en 1969. También compitió en Fórmula 5000 y carreras de resistencia antes de llegar a la Fórmula 1, aunque sin grandes resultados.
Se inició en Fórmula 1 pilotando un Brabham privado con el que llegó a obtener buenos resultados. Debutó en 1973 y disputó la temporada 1974 completa con Goldie Hexagon Racing, aunque en 1973 también participó en una carrera con el equipo oficial de Brabham. 
En 1975 pasó por las escuderías Surtees y Lotus sin fortuna en ninguna de ellas. La muerte de Mark Donohue en el GP de Austria de ese mismo año, le abrió las puertas del equipo estadounidense Penske con el que ya disputó una carrera al final de esa temporada y con el que mantuvo contrato en 1976. Penske no era una escudería de primera línea pero durante la temporada 1976 Watson fue capaz de exprimir su potencial consiguiendo los primeros podios en Francia e Inglaterra (tercero en ambas carreras), para acabar obteniendo una victoria en Zeltweg, en el Gran Premio de Austria, la única de Penske en Fórmula 1 y la primera del norirlandés en la especialidad. Ese año finalizó en séptima posición en el campeonato de pilotos. 

En 1977 sustituyó a Carlos Reutemann en Brabham y fue habitual de la primera línea de parrilla y de la lucha por la victoria en varias carreras (Argentina, Mónaco, Francia o Inglaterra como las más significadas). Una recurrente mala fiabilidad, en forma de fallos de motor, caja de cambios o combustible, determinaron que en lugar de luchar por el campeonato del mundo, como evidenciaban sus prestaciones, tuviera que conformarse con nueve puntos al final del año y sólo un 2.º lugar en Francia como resultado de podio.
En 1979 llegó a McLaren, coincidiendo con una crisis deportiva del equipo inglés que duró dos años.
Pilotando para el equipo McLaren, ganó el Gran Premio de Gran Bretaña de 1981 en Silverstone y en 1982 conquistó el Gran Premio de Bélgica y el Gran Premio de Estados Unidos. Posee el récord de victoria tras peor posición en parrilla de salida, ya que consiguió la victoria en el Gran Premio del oeste de los Estados Unidos de 1983 después de haber salido en la 22ª posición.
En paralelo a su carrera en F1, Watson compitió en automóviles deportivos. Entre otros logros, ganó los 1000 km de Fuji de 1984 con un Porsche 956 oficial, y resultó segundo en el Campeonato Mundial de Resistencia con un Jaguar XJR-8 oficial. Además, disputó el Campeonato IMSA GT con BMW y Jaguar. Reemplazaria a Maurizio Sandro Sala en el equipo Toleman en 2 pruebas aunque tenía un precontrato con el equipo Toleman Hart en reemplazo de Ayrton Senna da Silva en dicha escuderia para 1985.
La temporada 1984 quedo como reserva y suplente del equipo McLaren Tag Porsche Michelin junto a Johnny Dumfries (Escocia) y Klaus Ludwig (Alemania) en dicha escuderia con sus pilotos titulares Alain Prost (Francia) y Niki Lauda (Austria) para las temporadas 1984 y 1985.
Tras estas participaciones, tuvo un último round en un Gran Premio de Fórmula 1, al ser convocado por el equipo McLaren F1 Team para suplantar al campeón reinante Niki Lauda, quien había quedado convaleciente tras un accidente en las prácticas del Gran Premio de Bélgica de 1985. La cita de Watson con su regreso a la Fórmula 1, se dio en la fecha siguiente en el Gran Premio de Europa, donde además de pilotear el coche de Lauda, se sucedió un hecho muy particular: La participación de un piloto que no fue campeón de Fórmula 1, con el número "1" pintado en el morro de su coche. De esta manera, Watson se convirtió en el segundo piloto en vivir esta particularidad, luego de la participación en 1974 de Ronnie Peterson al comando de su Lotus-Cosworth. Watson se despidió de la Fórmula 1 con un buen séptimo puesto, quedando a las puertas de sumar una unidad para el campeonato.
Después de retirarse del mundo del automovilismo, fue comentarista de automovilismo para las transmisiones de la Fórmula 1, el Campeonato Británico de Turismos y el Campeonato FIA GT, trabajando para los canales de televisión Eurosport, ESPN, BBC y F1 Digital+. Además, administró una pista de carreras.
Intentó correr sin éxito en el equipo de Toleman Hart que bien podría ser compañero de estructura aunque sin neumáticos ya que estaba casi sin sponsoreo en las primeras fechas junto al sueco Stefan Johansson que había finalizado dicha temporada anterior 1984 en dicha escudería inglesa los posibles proveedores de neumáticos sino llegaban a tiempo completo podrían haber sido desde Avon de Inglaterra, Michelin de Francia, Goodyear de los Estados Unidos o Pirelli de Italia.

## Honores
Durante su época en la Fórmula 1 mantuvo una estrecha amistad con algunos de sus rivales, entre ellos, James Hunt y Ronnie Peterson, tras cuya muerte en Monza, en 1978, brindó un incondicional apoyo a su familia.
Considerado un caballero dentro de las pistas, su compañerismo y su elegancia en la derrota y en la victoria, fue honrado con el título Miembro de Orden del Imperio Británico por la Reina del Reino Unido.

## Resultados

### Fórmula 1
(Clave) (negrita indica pole position) (cursiva indica vuelta rápida)

| Año     | Escudería                      | 1       | 2       | 3       | 4       | 5       | 6       | 7       | 8       | 9       | 10      | 11      | 12      | 13      | 14      | 15      | 16      | 17      | Pos. | Puntos |
| ------- | ------------------------------ | ------- | ------- | ------- | ------- | ------- | ------- | ------- | ------- | ------- | ------- | ------- | ------- | ------- | ------- | ------- | ------- | ------- | ---- | ------ |
| 1973    | Hexagon of Highgate            | BRA     | RSA     | ESP     | BEL     | MON     | SWE     | FRA     | GBR Ret | NED     | GER     | AUT     | ITA     | CAN     |         |         |         |         | NC   | 0      |
| 1973    | Motor Racing Developments      |         |         |         |         |         |         |         |         |         |         |         |         |         | USA Ret |         |         |         | NC   | 0      |
| 1974    | Goldie Hexagon Racing          | ARG 12  | BRA Ret | RSA Ret | ESP 11  | BEL 11  | MON 6   | SWE 11  | NED 7   | FRA 16  | GBR 11  | GER Ret | AUT 4   | ITA 7   | CAN Ret | USA 5   |         |         | 15.º | 6      |
| 1975    | Team Surtees                   | ARG DSQ | BRA 10  | RSA 16  | ESP 8   | MON Ret | BEL 10  | SWE 16  | NED Ret | FRA 13  | GBR 11  |         | AUT 10  | ITA     |         |         |         |         | NC   | 0      |
| 1975    | John Player Team Lotus         |         |         |         |         |         |         |         |         |         |         | GER Ret |         |         |         |         |         |         | NC   | 0      |
| 1975    | Penske Cars                    |         |         |         |         |         |         |         |         |         |         |         |         |         | USA 9   |         |         |         | NC   | 0      |
| 1976    | Citibank Team Penske           | BRA Ret | RSA 5   | USW NC  | ESP Ret | BEL 7   | MON 10  | SWE Ret | FRA 3   | GBR 3   | GER 7   | AUT 1   | NED Ret | ITA 11  | CAN 10  | USA 6   | JPN Ret |         | 7.º  | 20     |
| 1977    | Martini Racing                 | ARG Ret | BRA Ret | RSA 6   | USW DSQ | ESP Ret | MON Ret | BEL Ret | SWE 5   | FRA 2   | GBR Ret | GER Ret | AUT 8   | NED Ret | ITA Ret | USA 12  | CAN Ret | JPN Ret | 13.º | 9      |
| 1978    | Parmalat Racing Team           | ARG Ret | BRA 8   | RSA 3   | USW Ret | MON 4   | BEL Ret | ESP 5   | SWE Ret | FRA 4   | GBR 3   | GER 7   | AUT 7   | NED 4   | ITA 2   | USA Ret | CAN Ret |         | 6.º  | 25     |
| 1979    | Marlboro Team McLaren          | ARG 3   | BRA 8   | RSA Ret | USW Ret | ESP Ret | BEL 6   | MON 4   | FRA 11  | GBR 4   | GER 5   | AUT 9   | NED Ret | ITA Ret | CAN 6   | USA 6   |         |         | 9.º  | 15     |
| 1980    | Marlboro Team McLaren          | ARG Ret | BRA 11  | RSA 11  | USW 4   | BEL NC  | MON DNQ | FRA 7   | GBR 8   | GER Ret | AUT Ret | NED Ret | ITA Ret | CAN 4   | USA NC  |         |         |         | 11.º | 6      |
| 1981    | Marlboro McLaren International | USW Ret | BRA 8   | ARG Ret | SMR 10  | BEL 7   | MON Ret | ESP 3   | FRA 2   | GBR 1   | GER 6   | AUT 6   | NED Ret | ITA Ret | CAN 2   | LVG 7   |         |         | 6.º  | 27     |
| 1982    | Marlboro McLaren International | RSA 6   | BRA 2   | USW 6   | SMR     | BEL 1   | MON Ret | USE 1   | CAN 3   | NED 9   | GBR Ret | FRA Ret | GER Ret | AUT 9   | SUI 13  | ITA 4   | LVG 2   |         | 3.º  | 39     |
| 1983    | Marlboro McLaren International | BRA Ret | USW 1   | FRA Ret | SMR 5   | MON DNQ | BEL Ret | USE 3   | CAN 6   | GBR 9   | GER 5   | AUT 9   | NED 3   | ITA Ret | EUR Ret | RSA DSQ |         |         | 6.º  | 22     |
| 1985    | Marlboro McLaren International | BRA     | POR     | SMR     | MON     | CAN     | USA     | FRA     | GBR     | GER     | AUT     | NED     | ITA     | BEL     | EUR 7   | RSA     | AUS     |         | NC   | 0      |
| Fuente: |                                |         |         |         |         |         |         |         |         |         |         |         |         |         |         |         |         |         |      |        |